# Austin Vetter

Wappen von Austin Anthony Vetter

Austin Anthony Vetter (* 13. September 1967 in Linton, Emmons County, North Dakota) ist ein US-amerikanischer Geistlicher und römisch-katholischer Bischof von Helena.

## Leben
Austin Vetter studierte von 1986 bis 1989 am Cardinal Muench Seminary in Fargo und anschließend bis 1993 als Seminarist des Päpstlichen Nordamerika-Kollegs an der Päpstlichen Universität Heiliger Thomas von Aquin in Rom. Am 29. Juni 1993 empfing er durch Bischof John Francis Kinney das Sakrament der Priesterweihe für das Bistum Bismarck.
Nach seiner War er in der Pfarrseelsorge tätig, zuerst als Kaplan an der Heilig Geist-Kathedrale von Bismarck. Außerdem war er von 1999 bis 2002 Bischofsvikar für den Ständigen Diakonat und von 2008 bis 2012 Verantwortlicher für die Weiterbildung des Klerus im Bistum Bismarck. Von 2012 bis 2018 war er Spiritual am Päpstlichen Nordamerika-Kolleg in Rom. Nach seiner Rückkehr in die Vereinigten Staaten wurde er Rektor der Heilig Geist-Kathedrale in Bismarck.
Am 8. Oktober 2019 ernannte ihn Papst Franziskus zum Bischof von Helena. Die Bischofsweihe spendete ihm der Erzbischof von Portland in Oregon, Alexander King Sample, am 20. November desselben Jahres. Mitkonsekratoren waren der Bischof von Bismarck, David Kagan, und der Bischof von Metuchen, James F. Checchio.